# Eustomias schiffi
Eustomias schiffi is een straalvinnige vissensoort uit de familie van Stomiidae. De wetenschappelijke naam van de soort is voor het eerst geldig gepubliceerd in 1932 door Beebe.